# Lalla Takarkoust
Lalla Takarkoust (àrab: للا تكركوست, Lallā Takarkūst; amazic estàndard marroquí: ⵍⴰⵍⵍⴰ ⵜⴰⴽⵔⴽⵓⵙⵜ) és una comuna rural de la província d'Al Haouz, a la regió de Marràqueix-Safi, al Marroc. Segons el cens de 2014 tenia una població total de 7.311 persones.